# Treznea
Treznea – wieś w Rumunii, w okręgu Sălaj, w gminie Treznea. W 2011 roku liczyła 727 mieszkańców.